# Hans Prinzhorn

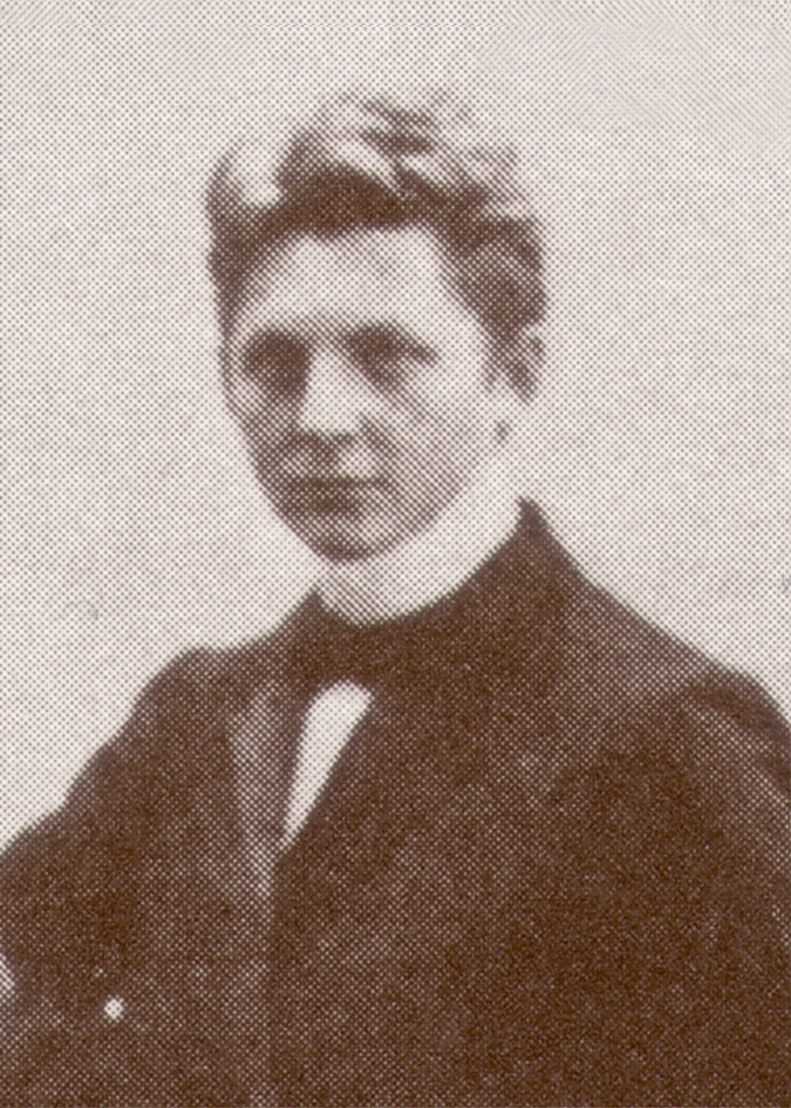
Hans Prinzhorn als Abiturient (1904)

Hans Prinzhorn (* 8. Juni 1886 in Hemer, Westfalen; † 14. Juni 1933 in München) war ein deutscher Psychiater und Kunsthistoriker. Er gehört mit dem Franzosen Paul Meunier alias Marcel Réja und dem Schweizer Walter Morgenthaler zu den Pionieren in der wissenschaftlichen Beschäftigung mit Bildwerken psychisch Kranker. Nach ihm ist die Sammlung Prinzhorn benannt.

## Ausbildung
Prinzhorn ging in Iserlohn auf das Märkische Realgymnasium und studierte Kunstgeschichte und Philosophie an den Universitäten Tübingen, Leipzig und München, wo er 1908 promovierte. 1909 schrieb er sich am Leipziger Konservatorium ein, wo er Theorie-, Klavier- und vermutlich auch Gesangsunterricht erhielt. Zu Ostern 1910 verließ er das Konservatorium.
Danach begab sich Prinzhorn nach England. Er hegte den Wunsch, Sänger zu werden, und wollte in England eine Gesangsausbildung absolvieren. Während des Ersten Weltkrieges assistierte Prinzhorn einem Militärchirurgen. Anschließend studierte er in Freiburg/Brsg. und Straßburg Medizin. Zum Doktor der Medizin wurde er 1919 in Heidelberg promoviert.

## Anlage der Sammlung und erste Buchveröffentlichung

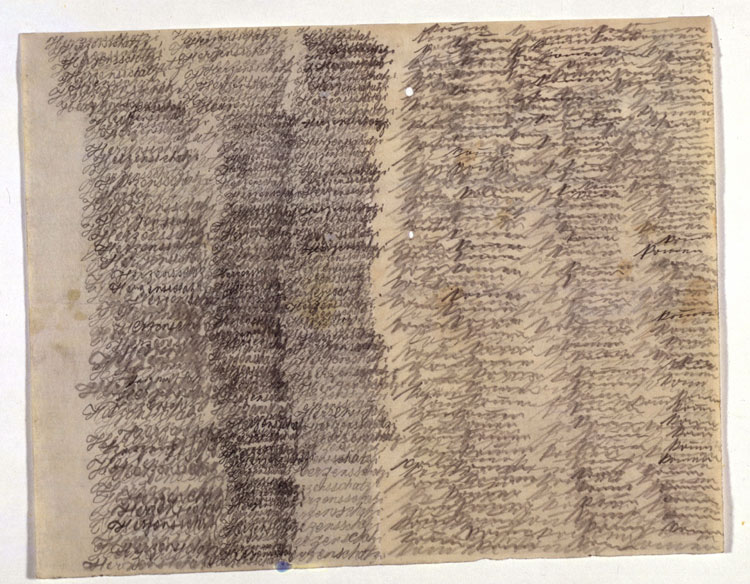
Brief der Psychiatriepatientin Emma Hauck 1909, von Prinzhorn als Beispiel für „Kritzeleien“ angeführt, Sammlung Prinzhorn

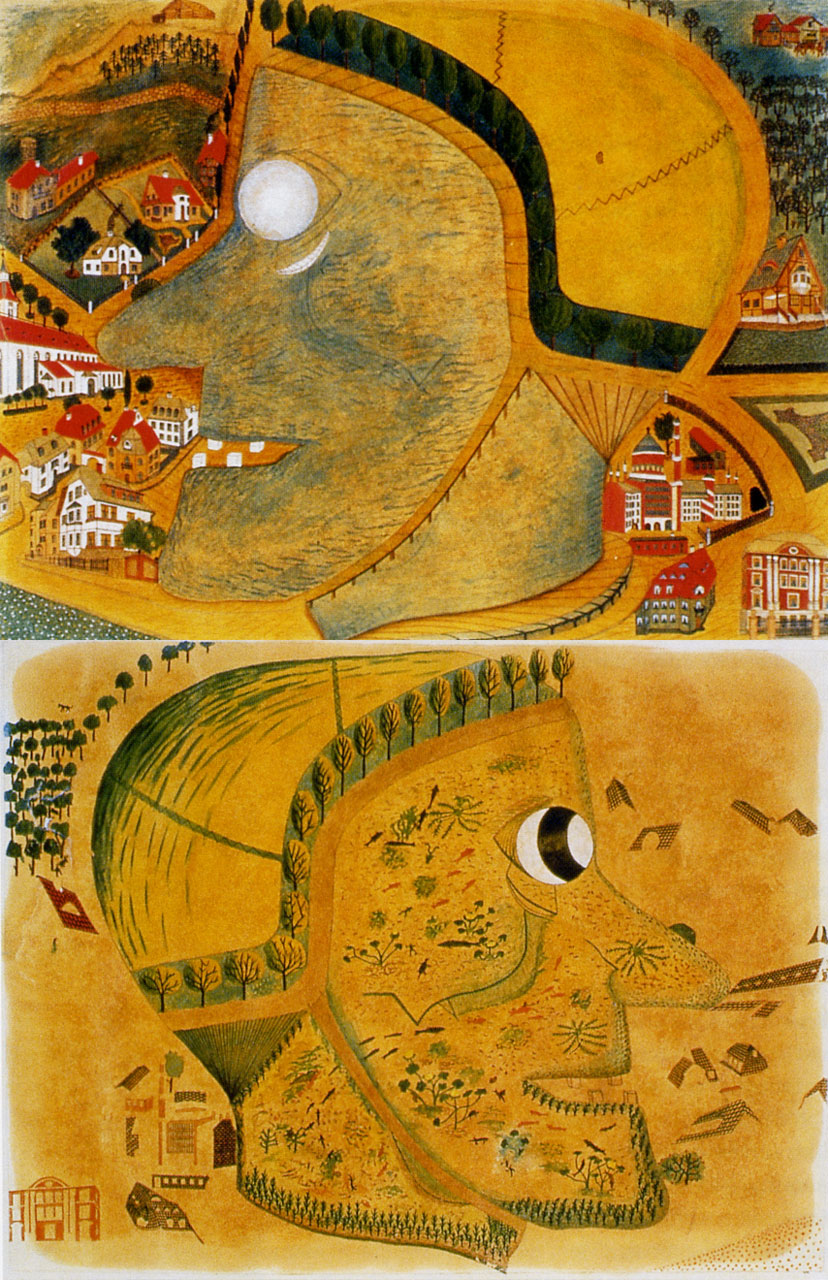
Aus der Sammlung Prinzhorn: August Natterer (Neter): „Hexenkopf“ (Vorder- u. Rückseite), ca. 1915

1919 wurde Hans Prinzhorn Assistent von Karl Wilmanns an der Psychiatrischen Universitätsklinik Heidelberg. Seine Aufgabe war es, dort eine Sammlung von Bildwerken „Geisteskranker“ zu betreuen, die von Emil Kraepelin angelegt worden war. Als Prinzhorn die Heidelberger Universitätsklinik 1921 verließ, umfasste seine Archivierung mehr als 5000 Gemälde, geschaffen von ≈450 Patienten der psychiatrischen Universitätsklinik Heidelberg, den in der Terminologie der Mediziner so genannten Fällen.
1922 veröffentlichte Prinzhorn sein erstes und einflussreichstes Werk, das Buch Bildnerei der Geisteskranken, reich illustriert mit Bildmaterial aus der Sammlung der für geisteskrank befundenen Patienten. Während Prinzhorns psychiatrische Fachkollegen reserviert auf sein veröffentlichtes Werk reagierten, zeigten sich Kunstliebhaber, Kunstexperten und Psychologen von den dokumentierten Patientenarbeiten tief beeindruckt. Das Buch, in dem sich der Verfasser mit den Grenzbereichen künstlerisch individueller Formen der Expressivität und den Gestaltungsmerkmalen psychisch Kranker auseinandersetzte, bildete einen der ersten Versuche, deren Schöpfungen zu analysieren. Auch wenn sich Prinzhorn einer ästhetischen Bewertung der Patientenarbeiten enthält und den Begriff Kunst vermeidet und stattdessen von Bildnerei spricht, behandelt er die von ihm publizierten Werke mit Respekt.

## Folgejahre
Prinzhorn arbeitete in der Folge für kurze Zeit an Sanatorien in Zürich („Burghölzli“, der Psychiatrischen Klinik der Universität Zürich), Dresden und Wiesbaden. Ab 1925 führte er als Nervenarzt eine psychotherapeutische Praxis in Frankfurt am Main. Prinzhorn verfasste weitere Bücher, die nicht den Erfolg seines Erstlingswerkes erreichen konnten. Seine Hoffnung, eine feste Anstellung an einer Universität zu erlangen, wurde nicht erfüllt.
Von 1927 bis 1930 gab er die Reihe Das Weltbild. Bücher des lebendigen Wissens heraus. Sie erschien in den Verlagen Müller & Kiepenheuer, Potsdam und Orell Füssli, Zürich. Ursprünglich sollte die Reihe ab April 1928 monatlich erscheinen, jedoch kam es bereits Anfang 1929 zu einer Unterbrechung, 1930 wurde die Reihe mit dem letzten Heft 14 eingestellt.
Desillusioniert durch seine berufliche Erfolglosigkeit und das Scheitern dreier Ehen übersiedelte Prinzhorn zu einer Tante nach München. Zurückgezogen lebte er von gelegentlichen Vorträgen und dem Verfassen von Texten. Politisch stand Prinzhorn in seinen letzten Lebensjahren dem italienischen Faschismus Mussolinis und dem Nationalsozialismus nahe. Er publizierte zwischen 1930 und 1932 in der Zeitschrift Der Ring eine vierteilige Artikelserie Über den Nationalsozialismus, in der er sich positiv zur nationalsozialistischen Bewegung und zu Adolf Hitler äußerte. 1931 war er als Gastdozent in Los Angeles tätig. Zu den geplanten systematischen Exerzitien auf Schloss Ostrau bei Hans-Hasso von Veltheim kam es aufgrund von Prinzhorns Tod nicht mehr.
1933 starb Prinzhorn in München an Typhus.
Zu seinem Bekanntenkreis zählten der Psychologe und Graphologe Ludwig Klages, an dessen Philosophie sich gemäß Mirbach Prinzhorns lebensphilosophischer Ansatz orientierte, sowie die Schriftsteller Thomas Mann und Gerhart Hauptmann. Hermann Hesse setzte Prinzhorn und dessen Abhandlung Bildnerei der Geisteskranken in seinem 1927 erschienenen Roman Der Steppenwolf ein Denkmal, indem er auch in Anspielung auf die Gedichtsammlung Des Knaben Wunderhorn von „des Prinzen Wunderhorn“ spricht, „jenem entzückenden Buch, in welchem die mühevolle und fleißige Arbeit eines Gelehrten durch die geniale Mitarbeit einer Anzahl von verrückten und in Anstalten eingesperrten Künstlern geadelt wird“.
Den Einfluss, den manche Kunstwerke aus der Prinzhornsammlung auf die Entwicklung des Dadaismus, Surrealismus bzw. die Art brut hatten, beleuchtet der englische Autor Charlie English in seinem Buch "Wahn und Wunder" näher. Laut English wurden beispielsweise die folgenden Künstler durch die "Bildnerei der Geisteskranken" inspiriert: Paul Klee, Alfred Kubin, Oskar Schlemmer, Max Ernst, André Breton, Salvador Dalí, Jean Dubuffet, Hans Bellmer, Hugo Ball und Richard Lindner. Die Nationalsozialisten nutzten dies wiederaum für ihre Zwecke aus, um die in ihren Augen "Entartete Kunst" zu diskreditieren.

### Archivierung der Gemälde nach dem Tode von Prinzhorn Feme-Schau Entartete Kunst
Bald nach dem Tod des Psychiaters und Kunsthistorikers Hans Prinzhorn wurde die Sammlung Prinzhorn mit Zeichnungen, Gemälden und bildhauerischen Werken von Geisteskranken auf einem Dachboden der Heidelberger Universität verstaut. 1937 wurden einige Arbeiten aus der Sammlung in einer nationalsozialistischen Propagandaausstellung, der Feme-Schau Entartete Kunst, in München präsentiert und zum Vergleich mit Werken von Künstlern der Klassischen Moderne missbraucht, um Werke des Deutschen Expressionismus in Gegenüberstellung zu diffamieren.

### Das Prinzhorn Museum der Universität Heidelberg

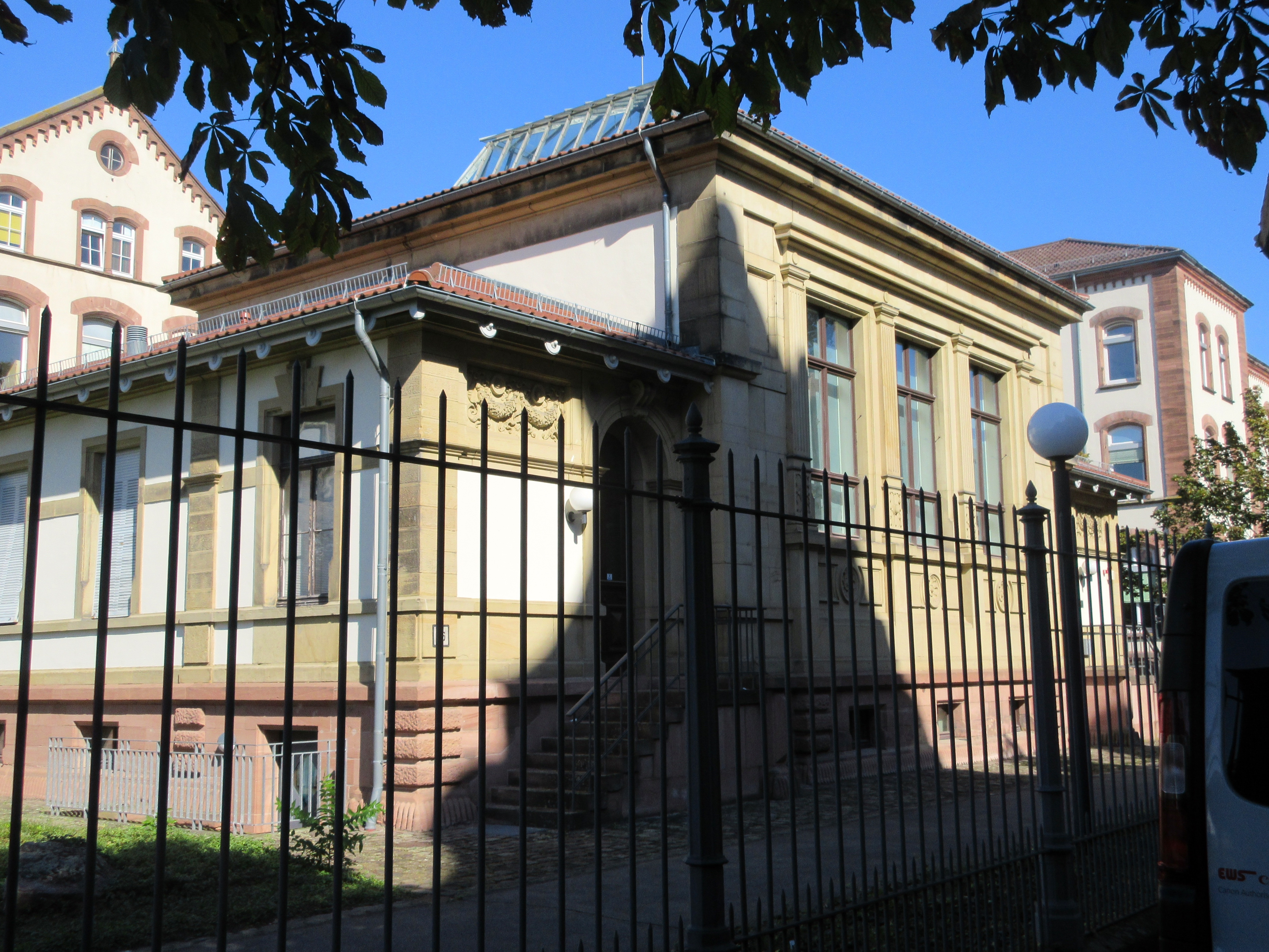
Das ehemalige Hörsaalgebäude des Altklinikums Bergheim ist heute der Forschungssammlung Prinzhorn als Museum gewidmet

Ab 1973 wurde das von Hans Prinzhorn zusammengetragene Material unter der Leitung von Inge Jádi erfasst und katalogisiert, 1980 wurden die ersten Exponate der Öffentlichkeit vorgestellt. 2001 wurde der Sammlung Prinzhorn ein eigenes Museum im Universitätsklinikum Heidelberg, das Museum Sammlung Prinzhorn, Psychiatrische Universitätsklinik Heidelberg, Voßstraße 2, in einem umgebauten ehemaligen Hörsaal, gewidmet. Hier dient die Sammlung weiterhin erkenntnistheoretischer, wissenschaftlicher Erforschung.
Regelmäßig wechselnde Ausstellungen finden hier statt, in die bei den Eröffnungsfeierlichkeiten, mit wissenschaftlich profunden Erörterungen zur jeweiligen Thematik, von Klinikern oder Kunsthistorikern eingeführt wird.
Der Marburger Kunstverein organisierte im Jahr 2009 eine Ausstellung unter dem Motto „Wahnsinn! Arbeiten aus der Lebenshilfe und der Sammlung Prinzhorn aus Heidelberg“. Mehrere der geistig behinderten aktiven Kunstschaffenden, deren Arbeiten in dieser Ausstellung gezeigt wurden, waren damals bei der Vernissage persönlich anwesend.
Seit 1965 wird jährlich die Hans-Prinzhorn-Medaille von der Deutschsprachigen Gesellschaft für Kunst und Psychopathologie des Ausdrucks verliehen. Zu den Preisträgern gehören neben anderen Leo Navratil, Alfred Hrdlicka, Hans Küng, Lothar-Günther Buchheim, Guy Roux, Alfred Bader, Peter Gorsen, Georg Paulmichl und Gaetano Benedetti.

## Namensgebungen zur Würdigung von Hans Prinzhorn

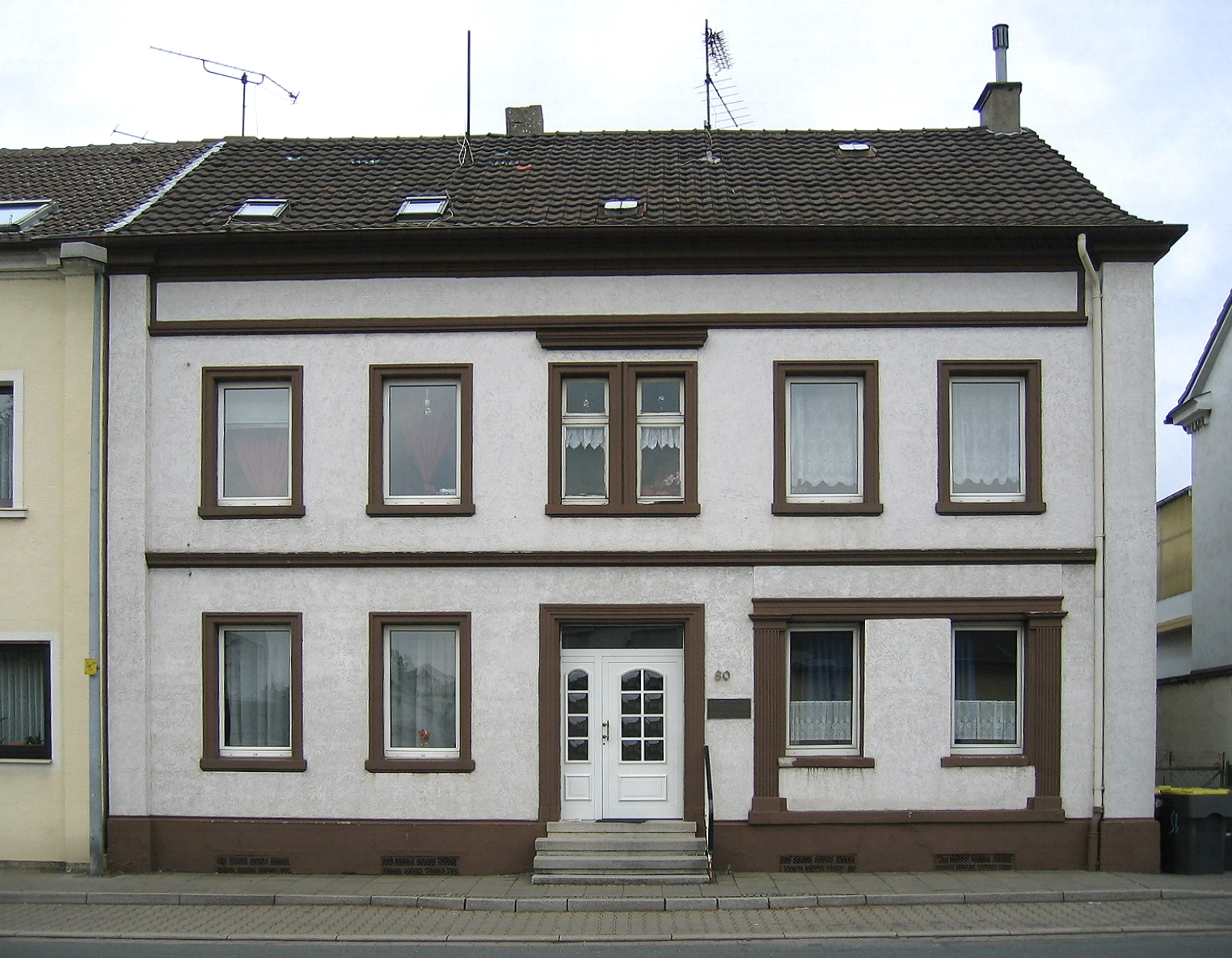
Das Geburtshaus des Kunsthistorikers und Psychiaters Hans Prinzhorn in Hemer

In der Geburtsstadt Hemer von Hans Prinzhorn sind nach ihm die städtische Realschule und die dortige Fachklinik für Psychiatrie und Psychotherapie benannt worden, ein Klinikum für differenzierte Behandlungsaufgaben in der Pflicht- und Vollversorgung. Träger der Klinik ist der Landschaftsverband Westfalen-Lippe. Das Klinikum ist auch Aus-, Fort- und Weiterbildungsinstitution. Im Felsenmeermuseum des Bürger- und Heimatvereins gibt es ein weitgehend mit Kopien bestücktes Prinzhorn-Archiv. Der von Ludwig Klages geprägte Literaturwissenschaftler Yukio Kotani setzte sich für das Bekanntwerden der Arbeiten Prinzhorns in Japan ein.

## Film
- Christian Beetz (Regie): Zwischen Wahnsinn und Kunst. Die Sammlung Prinzhorn. D, 2007, 75 Min. Adolf-Grimme-Preis 2008[13]

## Bearbeitung für die Bühne
- Carlos Cortizo: Ordnung durch Störung – Störung durch Ordnung. Tanzstück inspiriert durch die Künstler und Kunst der Sammlung Prinzhorn Nürnberg 2009[14]